# Высокий Остров (Новгородская область)
Высокий Остров — деревня в Окуловском муниципальном районе Новгородской области, относится к Боровёнковскому сельскому поселению.
Деревня расположена на Валдайской возвышенности, в 31 км к западу от Окуловки (43 км по автомобильной дороге), до административного центра сельского поселения — посёлка Боровёнка 19 км (23 км по автомобильной дороге).
| 2010 |
| ---- |
| 14   |

## История
Высокий Остров (где располагались два храма — Никольская деревянная церковь на погосте 1757 г. и Смоленской иконы Божией Матери — каменный храм 1788 г.) ранее был восточной частью крупного села, состоящего из трёх концов. Северный (купеческий) конец Заручевья выгорел летом 1944 года и впоследствии застроился одноэтажными бедняцкими избами. Третий — Заручевье, расположившийся к западу, за ручьем, уцелел
Археологические исследования, проводившиеся на территории района, указывают на то, что самым заселённым местом в районе с неолита и в средневековье была местность в районе деревни. В округе есть средневековые сопки и жальники.
В Новгородской губернии деревня была приписана к Заручевской волости Крестецкого уезда, а с 30 марта 1918 года Маловишерского уезда. После 1927 года деревня входила в Заручевский сельсовет, затем до 2005 года деревня входила в число населённых пунктов подчинённых администрации Боровёнковского сельсовета, после вошла в число населённых пунктов Боровёнковского сельского поселения.

## Транспорт
Ближайшие железнодорожные станции расположены на главном ходу Октябрьской железной дороги — в Боровёнке и Торбино. К деревням Заручевье и Высокий Остров проходит автомобильная дорога из Боровёнки.

## Достопримечательности

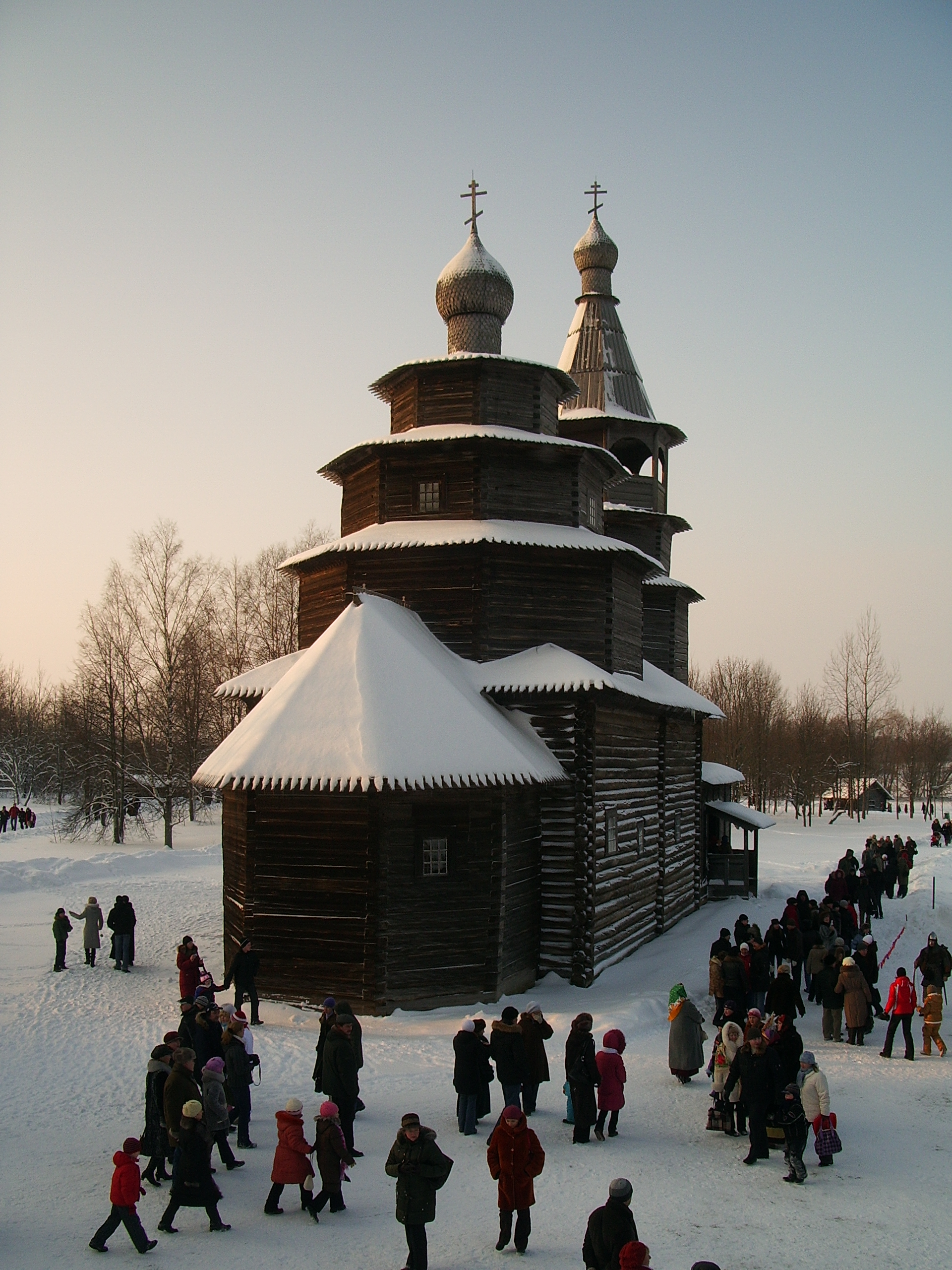
Ярусная церковь Николы 1757 года перевезённая в Витославлицы

Главной достопримечательностью деревни была ярусная церковь Николы 1757 года. В 1977 году она была перевезена в музей народного деревянного зодчества Витославлицы. Сохранилась каменная церковь Смоленской иконы Божией Матери, построенная в 1820 году.